# Cryptocentrus flavus
Cryptocentrus flavus is een straalvinnige vissensoort uit de familie van grondels (Gobiidae). De wetenschappelijke naam van de soort is voor het eerst geldig gepubliceerd in 1978 door Yanagisawa.